# Čestice (ort i Tjeckien, Södra Böhmen)
Čestice är en köping i Tjeckien.   Den ligger i regionen Södra Böhmen, i den sydvästra delen av landet, 110 km söder om huvudstaden Prag. Čestice ligger 558 meter över havet och antalet invånare är 944.
Terrängen runt Čestice är kuperad åt sydväst, men åt nordost är den platt. Runt Čestice är det ganska tätbefolkat, med 86 invånare per kvadratkilometer. Närmaste större samhälle är Strakonice, 12,6 km nordost om Čestice. Omgivningarna runt Čestice är en mosaik av jordbruksmark och naturlig växtlighet.